# 日本テレビ系列火曜夜7時台枠のアニメ
『日本テレビ系列火曜夜7時台枠のアニメ』（にほんテレビけいれつかようよるしちじだいわくのアニメ）は、かつて日本テレビ系列の毎週火曜19時台（JST）に放送されたテレビアニメの一覧である。
なお『やったぜ!ハックの大冒険』は、厳密には実写とアニメを掛け合わせた作品ではあるが、便宜上本項で記述する。

## 歴史
この枠は1960年代までは、『快傑ハリマオ』（後半）や『光速エスパー』(前半）などといった児童向け実写作品は放送されたものの、アニメは1964年1月7日に開始した海外作品『空とぶロッキーくん』が初。だがその後は1970年の『やったぜ!ハックの大冒険』、1971年の『スーパーマン』や、1973年に『シャープ・スターアクション!』までのつなぎとして放送した『いじわるじいさん大追跡』といった、海外作品のみを放送、その後は長期の中断となる。
そして12年半後の1986年4月15日に、日曜10:00で絶大な人気を博した『キン肉マン』がこの枠に移動して再開、その後は1987年3月 - 9月放送の『ナゾの海底探検』を挟みながら継続するが、1988年4月開始の帯情報番組『追跡』の放送枠確保のため、同年3月22日放送の『仮面の忍者 赤影』（アニメ版）を以って、前半のアニメは終了した。
その後『追跡』継続中の1989年10月に、それまで月曜19:30で放送されていた『美味しんぼ』が後半枠に移動、日本テレビ開局以来最初で最後の後半枠のアニメとなったが、2年半後の1992年3月17日で終了し、この枠のアニメは事実上終了し、日本テレビ制作で19時台のレギュラーのアニメ番組はこの作品をもって姿を消した。そして、日本テレビ19時台のレギュラーのアニメ番組は、読売テレビ制作作品を放送してきた月曜のみとなったが、それも2009年3月をもって姿を消した。

## 放送作品一覧

### 19時00分 - 19時30分
| タイトル                                           | 放送期間                       | 話数 | 製作会社                                | 原作              | 声の出演                                                 | 備考        |
| -------------------------------------------------- | ------------------------------ | ---- | --------------------------------------- | ----------------- | -------------------------------------------------------- | ----------- |
| 空とぶロッキーくん                                 | 1964年1月7日 - 3月31日         | 13   | ジェイ・ワード・プロダクション          |                   | 栗葉子、浦野光、穂積隆信、牟田悌三                       | [ 1 ] [ 2 ] |
| （この間、非アニメ番組）                           |                                |      |                                         |                   |                                                          |             |
| やったぜ!ハックの大冒険                            | 1970年4月7日 - 8月25日         | ？   | ハンナ・バーベラ・プロダクション        |                   | 竹尾智晴、武藤礼子、小宮山清、加藤精三、愛川欽也         | [ 1 ] [ 3 ] |
| （この間、海外ドラマ『パパはメロメロ』）           |                                |      |                                         |                   |                                                          |             |
| スーパーマン                                       | 1971年3月2日 - 10月26日        | ？   | フィルメーション・スタジオ              |                   | 広川太一郎、近石真介                                     | [ 1 ]       |
| （この間、非アニメ番組）                           |                                |      |                                         |                   |                                                          |             |
| いじわるじいさん大追跡                             | 1973年8月7日 - 9月25日         | 8    | ディパティエ-フレリングエンタープライズ |                   | 永井一郎                                                 | [ 1 ] [ 4 ] |
| （この間、非アニメ番組）                           |                                |      |                                         |                   |                                                          |             |
| キン肉マン                                         | 1986年4月15日 - 9月            | 13   | 東映動画 読売広告社                     | ゆでたまご        | 神谷明、松島みのり、田中秀幸、鶴ひろみ、はせさん治       | [ 5 ]       |
| ドテラマン                                         | 1986年10月14日 - 1987年2月24日 | 20   | タツノコプロ                            | 九里一平 （原案） | つかせのりこ、神代智恵、八奈見乗児、松井菜桜子、佐々木望 |             |
| （この間、ドキュメンタリー番組『ナゾの海底探検』） |                                |      |                                         |                   |                                                          |             |
| 仮面の忍者 赤影 （アニメ版）                       | 1987年10月13日 - 1988年3月22日 | 22   | 東映動画 読売広告社                     | 横山光輝          | 古川登志夫、野沢雅子、玄田哲章、大塚周夫                 |             |
| ※アニメ枠廃止、追跡を放送。                        |                                |      |                                         |                   |                                                          |             |

### 19時30分 - 20時00分
| タイトル                                      | 放映期間                       | 話数 | 製作会社     | 原作              | 声の出演                                     | 備考  |
| --------------------------------------------- | ------------------------------ | ---- | ------------ | ----------------- | -------------------------------------------- | ----- |
| 美味しんぼ                                    | 1989年10月17日 - 1992年3月17日 | 93   | シンエイ動画 | 雁屋哲 花咲アキラ | 井上和彦、荘真由美、大塚周夫、嶋俊介、加藤治 | [ 6 ] |
| ※アニメ枠廃止、クイズ どんなMONだい?!を放送。 |                                |      |              |                   |                                              |       |

| 日本テレビ系列 火曜19時台前半枠    | 日本テレビ系列 火曜19時台前半枠                               | 日本テレビ系列 火曜19時台前半枠  |
| 前番組                             | 番組名                                                        | 次番組                           |
| ---------------------------------- | ------------------------------------------------------------- | -------------------------------- |
| 空の王者スカイ・キング             | 日本テレビ系列 火曜夜7時枠のアニメ （1964年1月 - 3月）        | ほんものにせもの                 |
| ガードドッグ                       | 日本テレビ系列 火曜夜7時枠のアニメ （1970年4月 - 8月）        | パパはメロメロ                   |
| パパはメロメロ                     | 日本テレビ系列 火曜夜7時枠のアニメ （1971年3月 - 10月）       | ダッシュ!ダッシュ! 若さで行こう! |
| ファイヤーマン                     | 日本テレビ系列 火曜夜7時枠のアニメ （1973年8月 - 9月）        | シャープ・スターアクション!      |
| 笑って許して!! 【水曜19:00に移動】 | 日本テレビ系列 火曜夜7時枠のアニメ （1986年4月 - 1987年2月）  | ナゾの海底探検                   |
| ナゾの海底探検                     | 日本テレビ系列 火曜夜7時枠のアニメ （1987年10月 - 1988年3月） | 追跡 （平日帯）                  |

| 日本テレビ系列 火曜19時台後半枠 | 日本テレビ系列 火曜19時台後半枠                                   | 日本テレビ系列 火曜19時台後半枠 |
| 前番組                          | 番組名                                                            | 次番組                          |
| ------------------------------- | ----------------------------------------------------------------- | ------------------------------- |
| クイズ!!体にいいTV              | 日本テレビ系列 火曜夜7時30分枠のアニメ （1989年10月 - 1992年3月） | クイズ どんなMONだい?!          |